# Untertressen
Untertressen ist ein Ort im Ausseerland des Salzkammerguts in der Steiermark wie auch Ortschaft der Gemeinde Grundlsee im Bezirk Liezen.

## Geographie
Der Ort befindet sich 30 Kilometer nordwestlich von Liezen, 2 km nordöstlich oberhalb von Bad Aussee, am Eingang des Grundlseer Tals.
Das Rotte Untertressen liegt 2½ km westlich von Grundlsee, rechtsseitig im Tal am Fuß des Tressenstein (1201 m ü. A.), auf um die 760 m ü. A. Höhe. Der Tressenstein steht als Bergsporn des Toten Gebirges zwischen Grundlsee und Altaussee.
Die kleine Ortschaft Untertressen umfasst knapp 40 Adressen mit etwa 60 Einwohnern, dazu gehören auch die beiden Rotten Lamersberg und Sattel, das Gehöft Gratschen talauswärts, und ein Teil von Aschau direkt an der Grundlseer Traun.
| Puchen (O, Gem. Altaussee)                                      | Lamersberg                                  |                           |
| Obertressen (O, Gem. Bad Aussee) Hanischbühel (Gem. Bad Aussee) | Kompassrose, die auf Nachbargemeinden zeigt | Gut (O Mosern) Mosern (O) |
| Vorwerk (Gem. Bad Aussee) Reith (O, Gem. Bad Aussee)            | Aschau Gallhof (O, Gem. Bad Aussee)         |                           |

## Geschichte
Der Ort ist schon um 1295 mit drei Urhöfen urkundlich. Die alten Ortslagen sind bis in das 19. Jahrhundert La[i]mersberg und Satt[e]l, Ha[r]nischbühel gehört wie ganz Obertressen seit 1943 zu Bad Aussee. Der Ort hatte zu dieser Zeit, und noch um 1950 etwa 20 Häuser, und ist seither nur wenig gewachsen.
1947 bis 1957 gab es hier einen Sessellift von Aschau in den Tressensattel. Er wurde aber wegen Unrentabilität wieder eingestellt.

## Nachweise
1. 1 2  Kurt Klein (Bearb.): Historisches Ortslexikon. Statistische Dokumentation zur Bevölkerungs- und Siedlungsgeschichte. Hrsg.: Vienna Institute of Demography [VID] d. Österreichische Akademie der Wissenschaften. Steiermark, Grundlsee: Untertressen, S. 49 (Onlinedokument, Erläuterungen. Suppl.; beide PDF – o.D. [aktual.]).
Spezielle Quellenangaben: ca. 1295: Angaben im Kammerhofmuseum Bad Aussee. (Stockurbar Pflindsberg 4/6). •
Urk.: Karl Vocelka: Die Haus- und Hofnamen der Katastralgemeinden Altaussee, Grundlsee, Lupitsch, Obertressen, Reitern und Strassen im steirischen Salzkammergut. Diss. Univ. Wien 1970 (2 Bde., S. o.A.). •
1869 ff: Statistische Central-Commission/Österreichisches Statistisches Zentralamt/Statistik Austria (Hrsg.): Ortsverzeichnis. (Ergebnisse der Volkszählungen, ab 2011 Registerzählungen).
2. 1 2  Georg Göth: Das Herzogthum Steiermark: geographisch-statistisch-topographisch dargestellt und mit geschichtlichen Erläuterungen versehen. Band 3 (Judenburger Kreis), Verlag Heubner, 1843, Kapitel Steuergemeinde Grundlsee, S. 16 (Digitalisat, Google, vollständige Ansicht).